# Kinas forskningsinstitut för raketteknologi
Kinas forskningsinstitut för raketteknologi (中国运载火箭技术研究院; Zhōngguó yùnzàihuǒjiànjìshù yánjiūyuàn) eller China Academy of Launch Vehicle Technology eller CALT är Kinas största och viktigaste organisation för forskning, utveckling och tillverkning av rymdraketer. Institutet står bakom bärraketfamiljen Chang Zheng och missilfamiljen Dongfeng.
Huvudkontoret ligger i södra delen av Peking och organisationen har mer än 30 000 anställda fördelade på åtta forskningsinstitut. Tillverkningen av raketerna sker i Tianjin vid kusten öster om Peking.
Kinas forskningsinstitut för raketteknologi grundades 1957 och är ett av nio forskningsinstitut som är underordnade till China Aerospace Science and Technology Corporation (CASC).